# Lontou
Lontou és una població de Mali al cercle de Kayes i regió de Kayes. La seva població està per sota els mil habitants. A Lountou acaben les cascades de Félou a pocs quilòmetres de Médine. A la localitat hi ha una planta hidroelèctrica. El marigot de Felou, avui dia ha estat assecat.
El febrer de 1890 el cos expedicionari francès es va concentrar a Lontou; el formaven 742 homes dels quals 103 europeus i 818 auxiliars (portadors, guies etc.). Aquesta expedició va culminar amb la conquesta de Ségou.